# Grotta del Bue Marino
Grotta del Bue Marino är en grotta belägen vid staden Dorgali i Oroseibukten längs östkusten på Sardinien i Italien. Grottan, som varit en av Oroseibuktens främsta turistattraktioner sedan 1950-talet, har fått sitt namn efter munksälar som tidigare funnits i grottan.
Grotta del Bue Marino är en grotta med hög takhöjd, stalagmiter och stalaktiter. Den är en del av karstgrottsystemet Codula di Luna, som är Italiens största. Grottorna är åtta kilometer långa, men endast en knapp kilometer är tillgäng för allmänheten.
Grottan är känd sina grottmålningar som är daterade till den yngre stenåldern. Bilderna föreställer människor runt något som troligen representerar solen.